# Urophora longicauda
Urophora longicauda är en tvåvingeart som först beskrevs av Friedrich Georg Hendel 1927.  Urophora longicauda ingår i släktet Urophora och familjen borrflugor. Inga underarter finns listade i Catalogue of Life.